# Livistona endauensis
Espèce
Statut de conservation UICN

 NT  : Quasi menacé
Livistona endauensis est une espèce de plantes de la famille des Arecaceae.

## Publication originale
- Malayan Nature Journal 41: 121. 1987.